# 恥骨尾骨筋
恥骨尾骨筋（ちこつびこつきん、ラテン語: musculus pubococcygeus）は、骨盤底で肛門挙筋を構成する筋肉である。肛門挙筋は、いくつかの部分に分けられるが、恥骨尾骨筋は、腸骨尾骨筋、恥骨直腸筋と共に肛門挙筋を主に構成する3つの筋肉の一つである。  
恥骨尾骨筋は尿の流れを制御し、オルガスム中に収縮する。また、出産のサポートとしても機能する。   

## 画像

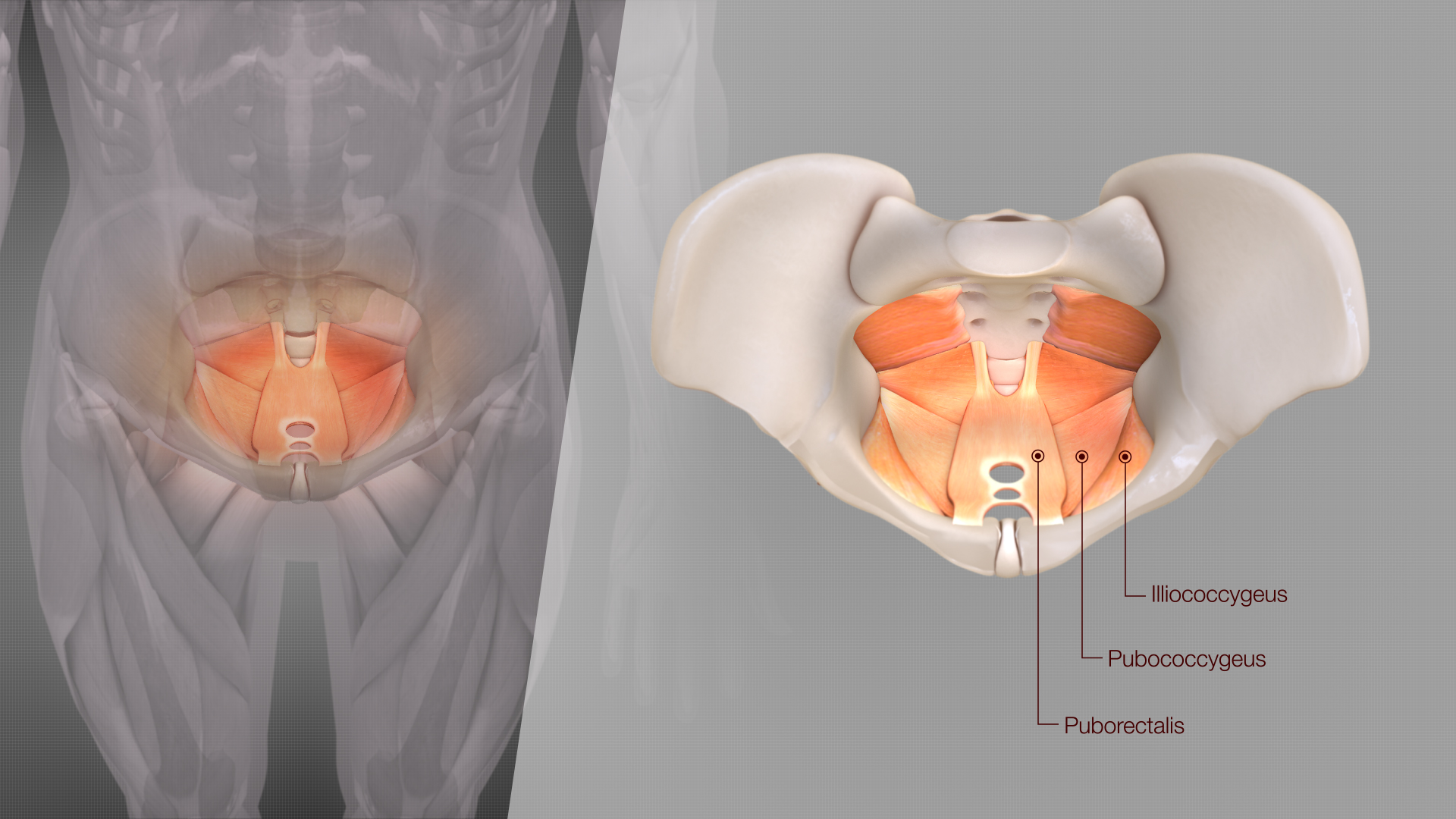
肛門挙筋を構成する主要な3つの筋肉を示すイラスト 右の図で印が付いた筋肉が内側から恥骨直腸筋、恥骨尾骨筋、腸骨尾骨筋